# Fort Walton Beach
Fort Walton Beach és una ciutat al sud del comtat d'Okaloosa de l'estat estatunidenc de Florida. L'oficina del cens va estimar que la població l'any 2005 era de 19.992 habitants.
L'activitat econòmica principal gira al voltant de la pesca i el turisme de platja. L'activitat s'intensifica durant l'estiu quan milers de persones s'acosten a la Costa d'Emerald.